# Classe Destiny
La classe Destiny est une classe de trois navires de croisière réalisée pour l'opérateur américain de croisière Carnival Cruise Line du groupe Carnival Corporation & PLC.
Ils furent tous construits sur le chantier naval italien Fincantieri à Monfalcone.

## Conception
Le Carnival Destiny a été construit en 1996 ; il est devenu le navire de croisière le plus grand du monde jusqu'en 1998, dépassant les 100 000 tonneaux de jauge brute.
Les deux suivants, le Carnival Triumph (1999) et le Carnival Victory (2000) bénéficièrent déjà de modifications avec un pont passager supplémentaire. Ils peuvent être considérés de classe Triumph. Les classes suivantes construites pour Carnival Cruise Line et Costa Croisières sont des évolutions de la classe Destiny : classe Fortuna de 105 000 tonneaux, classe Conquest de 110 000 tonneaux, classe Concordia de 114 500 tonneaux et classe Dream de 132 000 tonneaux.

## Les unités de la classe
| Nom               | Année de production | Année de mise en service | Tonnage (GT) | Pays d'enregistrement | Photo |
| ----------------- | ------------------- | ------------------------ | ------------ | --------------------- | ----- |
| Carnival Sunshine | 1996                | novembre 1996            | 101 353      | Bahamas               |       |
| Carnival Triumph  | 1999                | octobre 1999             | 101 509      | Bahamas               |       |
| Carnival Victory  | 2000                | août 2000                | 101 509      | Panama                |       |
| Costa Fortuna     | 2003                | août 2003                | 102 587      | Italie                |       |
| Costa Magica      | 2004                | août 2004                | 102 587      | Panama                |       |